# Holdvilág-árok
A Holdvilág-árok kedvelt kirándulóhely a Visegrádi-hegységben, a Domini-patak szurdokvölgyében, Pomáztól északnyugatra, Csobánkától pedig északra, előbbitől hat, utóbbitól megközelítőleg három kilométernyi távolságban. Ezen túlmenően azonban ősi temetkezési, kultikus helynek is tartják, egyes feltevések szerint ezen a területen állt egykor Attila városa (Sicambria, Ecilburg). Egy másik feltételezés szerint Árpád fejedelmet itt temették el. Ezek az elméletek mindmáig nem nyertek tudományos igazolást, de bizonyításukra már több kísérletet tettek, a területen régészeti feltárásokat folytattak.

## Leírása
A Duna-Ipoly Nemzeti Park területén található az 556 méteres Nagy-Csikóvár. Ennek a déli lejtőjén kis tavacskák, úgynevezett Tólakok vannak jégkorszakból visszamaradt növényritkaságokkal és itt húzódik a Holdvilág-árok. Alsóbb részei az 1111-es út kiskovácsi szakasza, vagy a csikóváraljai turistaház felől érhetők el a legegyszerűbben, felső vége pedig a Lajosforrásra vezető 11 114-es számú mellékúttól, rövid sétával. Látogatása nedves időben a csúszásveszély miatt nem javasolható, mivel nehéz és sokszor nem veszélytelen mászás után közelíthető csak meg. Közvetlenül az úgynevezett Meteor-létrán lehet leereszkedni az árokba, bár némi kerülővel egy meredek lépcsőn is elérhető. Az 1980-as években az árokból kivezető megáradt patak elsodort egy főleg iskolásokból álló csoportot, valamint az átvezető fahidakat, utóbbiakat azóta sem pótolták.
A Holdvilág-árok három ággal indul (ide értve a külön névvel illetett, legjelentősebb mellékágat is: a Karolina-árkot) Pomáz közigazgatási területén. Keleti ága a Nagy-Csikóvár és a Pörgelóci-hegy közé mélyül, középső ága a Pörgelóci-hegy és a Lom-hegy között van, amely ágak a Weislich-barlangtól 150 méterrel északkeletre egyesülnek (346 méteres szinten), majd a két részből egyesült árok délnyugat felé folytatódik a Domini-forrásig, ahol a harmadik ág, a Karolina-árok is beletorkollik. A Karolina-árok a Klanác-hegy felől tart a főárokba. A Domini-forrástól a többnyire patakos völgy szurdokszerűen vezet le a Kiskovácsi nevű településrészig, majd innen lankás partok között Csobánka-Margitligetnél torkollik a Dera-patakba.

## Geológiája
Scherf Emil szerint a Holdvilág-árok és környékének mintegy 150-200 méter vastag piroklasztikus rétegei harmadkori üledékekre települtek. A legalsó réteg gránátos biotit-andezit. Ezen pedig többnyire hipersztén amfiból-andezittufa, illetve agglomerátum padok vannak. A tufarétegekben 20-40 centiméter vastag, helyenként kiékelődő mészkőbreccsás gránátos betelepülések fordulnak elő.

## Barlangjai
- 1. Domini-barlang 15,90/+2,80 m
- 2. Hideg-résbarlang 4,20/+1,20 m
- 3. Kecske-lyuk 3,20/+2,30 m
- 4. Robi-lyuk 2,00/+2,00 m
- 5. Vízesés-alatti-barlang /mesterséges/ 9,10/±2,30 m
- 6. Vízesési-üreg 3,50/+2,00 m
- 7. Weislich-barlang /mesterséges/ 43,70/±17,50 m
- 8. Y-ágú-barlang /mesterséges/ 32,10/+2,20 m

A legnagyobb mellékágának, a Karolina-ároknak a barlangjai:
- 1. Karolina-árok alsó álbarlangja 4,60/+4,50 m
- 2. Karolina-árok felső álbarlangja 3,30/+3,00 m
- 3. Karolina-odú 4,50 x 12,70 / +2,20 m

## A Holdvilág-árok rejtélye
Anonymus gesztájában található az egyetlen írásos utalás arra vonatkozólag, hogy Árpád fejedelem temetkezési helye merre található. „Ezután az Úr megtestesülésének kilencszázhetedik esztendejében Árpád vezér is elköltözött ebből a világból. Tisztességgel temették őt el egy kis folyónak a forrása felett, amely kőmederben folyik alá Attila király városába. Egyszersmind ott a magyarok megtérése után a Boldogságos Szűz Mária tiszteletére egyház épült, amelyet Fejérnek hívnak.”
E forrás nyomán indult el a múlt században Sashegyi Sándor régészkutató, aki szerint a Holdvilág-árok fejedelmi temetkezési hely volt, és itt kell keresni Árpád fejedelem sírját.

## Régészeti feltárások

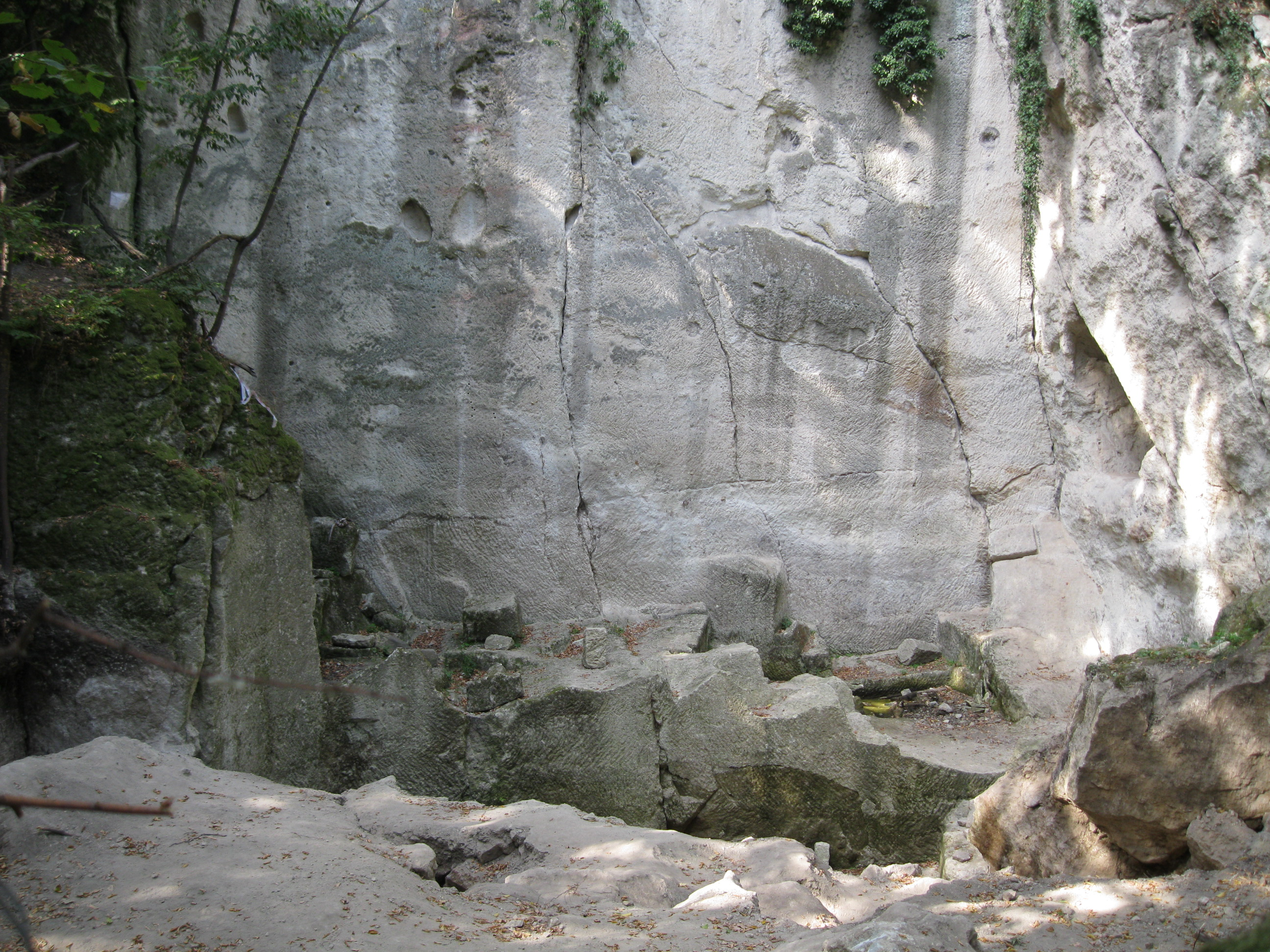
A Nagy-szikla, jobbra, középmagasan a Weislich-barlang bejárata látható

A régészeti kutatások sorát Sashegyi Sándor kezdte, 1939-ben nagy erőfeszítésekkel feltárt egy hatalmas, faragott, a Mithrász-kultuszhoz köthető sziklafalat. A leletek között egy kehelytartó sírszobor töredéke, bikaáldozati- és lócsontok, egy 65 év körüli, honfoglalás kori, taurid típusú, fejedelmi férfi csontváza és egy kristály méregpohár voltak a legfontosabbak, ám ezek 1953-ban eltűntek a Magyar Nemzeti Múzeumból. Sashegyi az 1940-es években új ásatásokat kezdett a területen, a Magyar Tudományos Akadémia irányításával, az előző kutatások megerősítése és kiegészítése céljából, ám ez a munka a háború miatt hamarosan félbeszakadt.
1960-ban újabb ásatások indultak, melyek során több újabb középkori leletet és három rovásírásos követ találtak, igazolva azt a feltevést, hogy a Holdvilág-árok helyén valaha középkori nekropolisz állott. A sziklafalon, ahol Sashegyi Árpád fejedelem sírját kereste, találtak egy sziklába vájt, lépcsős lejáratú folyosót is. Ennek a végében egy terem van, amely valóban sírhelyhez hasonlítható (Weislich-barlang). Nem zárható ki, hogy ez lett volna Árpád fejedelem beavató barlangja. A teljes bizonyossághoz szükséges újabb kutatásokat az 1960-as években nem tudták folytatni.
1980-ban Michnai Attila folytatta a kutatást, de az ő kisléptékű régészeti ásatásainak sem sikerült kétségtelen bizonyítékot szolgáltatnia a Holdvilág-árok mondáiról. Legutóbb Szörényi Levente zeneszerző folytatott itt kutatásokat, amelyek egy hét után eredményeztek egyértelműen emberi kéz munkájára utaló csontokat, ólom-, vas-, és szeneskő-maradványokat.

## Az irodalomban, a zenében
- Andrássy Kurta János: Holtak völgye: Holdvilágárok
- Sashegyi Sándor: Holdvilágárok – Holtvilágárok
- Prohászka Ottokár: A Pilis hegyén
- Kodolányi János: Holdvilág völgye
- Pap Gábor: A Pilis-szindrómaOrszágépítő, 1990/2.
- Borbély László: Kincskeresők, IX. fejezet
- Egészséges Fejbőr: Holdvilágárok
- Dobogókő: Holdvilágárok
- Avatar: Holdvilágárok